# グッと!地球便
『グッと!地球便 〜遠く離れた大切な人へ〜』（グッと!ちきゅうびん とおくはなれたたいせつなひとへ）は、読売テレビで2008年4月6日から毎週日曜日の10:25 - 10:55（JST）に放送されているドキュメンタリー・バラエティ番組で山口智充の冠番組。

## 概要
海外で暮らす日本人のために、日本の家族から海外の家族に最高の贈り物を届けようという内容。番組は『地球上ならどこへでも!』をキャッチコピーに、世界各国に取材陣を派遣、海外在住の日本人の生活ぶりや、その国の文化・風習も紹介する。題の「グッと!」は、この番組の総合司会である山口智充のあだ名「グッさん」から取ったもの。開始から9月28日までは10:55 - 11:25に放送されていたが、10月5日からは30分繰り上げられた。関西電力の一社提供番組である。番組ホームページは一時期提供クレジット表示はなかったが、現在は再開している。
毎回、司会の山口がオープニングで「さあ、今回はですね〇〇と〇〇を繋いで見たいと思います。行きましょう！」と言うが前の〇〇には日本の都道府県名が後ろの〇〇には海外の国名が入る。例えばその主役人が中国・上海で活躍していてその主役人の家族が大阪府茨木市に住んでいる時には「さあ、今回はですね大阪府茨木市と中国・上海を繋いで見たいと思います」と言ってスタートする。この最初の句は毎回、回を追う毎に変わる。
空路は直行で行く回も有れば経由で行く回も有る。

## レギュラー出演者
- 山口智充（地球便請負人、DonDokoDon） - 前番組の『スタぴか! THOSE★AMAZING★KIDS!』からの続投。

## スタッフ
2025年2月2日時点
- ディレクター(海外ロケ)：佐伯圭右（Dmark）、竹原岳志（パブリック・イメージ）、ヨシダマリ、髙橋優佳里・浦井章亘（ytv）、松原綾子（CoCoLo、一時離脱►復帰）、伊東文郎（ゼットンゼット）、浅田靖（かえるフィルム）、吉田陽（クリーク・アンド・リバー社）【週替り】
- ナレーション：竹房敦司
- 構成：上地茂晴
- リサーチ：鎌塚百美（freed）、寺前富雄（Formulation）
- CAM(海外ロケ)：西川寿男・馬崎博資（ルデ・プラス）、杉村哲司（アークジャパン）、矢野哲夫（だだだ）、高橋勉、前原孝彦、西村友宏（ボスピクチャーズ）、亀崎清史（コンドル）、山口聡生（トラッド）、山本和良（遊写株式会社、一時離脱►復帰）、大石翔二朗（一時離脱►復帰）【週替り】
- 編集(海外ロケ)：谷和彦・平池武志・千代秀樹・越田ヤスヲ(オ)・水田年昭（ytv Nextry、水田以外→以前は編集(国内)兼務）、中久保貴司、今村祐旗【週替り】
- MA：堀内孝太郎（ytv Nextry）
- 音効：村木綾（ytv Nextry）
- 美術：松田優多（ytv）
- デザイン：アサヒ精版
- 協力：NexTry（2011年1月まではEGG、サウンドエフェクトと表記）、aex inc.（以前はCGと表記）、東通インフィニティー（以前は週替り）【毎週】、日テレアート、mabu、ルデ・プラス、高津商会、グリーンアート、DUO Creative、EYEZEN、トラッド、IDEA、coordination、だだだ、Dear Ocean LLC、ボスピクチャーズ、stAnd out【週替り】
- 衣装提供：SUN SURF
- 国内ディレクター：広根結花（Dmark）
- 海外コーディネーター：嘉山正太、荒平友美、松本かやの【週替り】
- 編集(国内)：中裕豊、西山貴宣・藤井一也・笹岡真丈・香川駿貴（ytv、西山→一時離脱►復帰、笹岡→以前は編集(国内)►編集(海外ロケ)）、谷和彦（ytv Nextry、編集(海外ロケ)兼務）【週替り】
- 宣伝：服部愛未（ytv、2024年7月7日〜）
- CAM(国内)：出口雅樹、宮崎良昭、岡大輔、佐々木健太（佐々木→一時離脱►復帰）、大矢晃平（ytv、以前はCAM(国内)→CAM(海外ロケ)）、筒井周太、川野修治、助川主馬、松本学（松本→ytv Nextry、以前はCAM(海外ロケ)担当）、横田浩一（横田→一時離脱►復帰）【週替り】
- MIX：狩野健司・藤本博樹（ytv、狩野→一時離脱►復帰）、河喜多正悟・今堀晃行（ytv Nextry、今堀→一時離脱►復帰）、畑仲豊萌、酒井秀樹、辰野雄一（辰野→一時離脱►復帰）【週替り】
- LD：西結麻、内田良子、岩佐崇(史)（ハートス）、谷春奈【週替り】
- AP：寺田優子（2024年3月24日〜）
- 演出：中地浩之（Dmark）
- プロデューサー：加藤崇（ytv、2023年7月30日～、以前はディレクター）、伊東芙美子（ロングテイル、2022年4月3日〜、2019年5月26日〜2022年3月27日はAP）、大谷智郎（吉本興業、2024年9月8日～）
- チーフプロデューサー：斎藤恭仁雄（ytv、2024年7月7日～）
- 制作協力：Dmark、吉本興業
- 制作著作：読売テレビ

### 過去のスタッフ
- ディレクター(海外ロケ)：垂見朋之（ドットオフィス）、市井義彦（Command C）、坂谷龍司・廣瀬拓万（ytv）、寿木要（BECK）、橋本慈之（ディーレック）、小林陽平（ダイズ）、小高正裕（M’s）、中西常之（ゼットンゼット）、堀一範（フロッグ）、
- 構成：上室尚子、武輪真人
- TM：岳崎勉（ytv、以前は編集、2013年12月1日～2014年9月7日）、廣畑秀史（ytv、2014年9月14日〜2016年6月）
- TD・CAM：坂口拓磨・坂口裕一・井ノ口鉱三（ytv）
- CAM(国内)：浦上茂樹・大中一・野口忠繁・大橋優・奥嶋駿介（ytv、奥嶋→以前はLD）、大徳隆一、齋藤将光・岸賢俊・篠原祐典（mabu）、加藤裕規（関西東通）、柿内孝文、竹中哲、小野寺真晴、五十嵐剛、脇阪祐司（トラッシュ）、土肥俊之、奥村一彦・園田清隆・小松裕太（mabu、奥村・園田・小松→一時離脱►復帰）、米沢和樹
- CAM(海外ロケ)：福田禎之・澤井雅弘・西脇靖記（トラッド）、永澤英人（アークジャパン）、藤原祐司（関西東通）、高岡慎一（遊写株式会社）、速形豪（ルデ・プラス）、前田剛志、伴戸弘樹、岸直隆、名木政憲（ytv Nextry）、大林祐（ライズ・アップ）、西川真（現:Tagboat、当時:キャミックス）、星智司、池田和子、七條亜美（エキスプレス）、篠原祐典（mabu、以前は国内CAM）、森田周作（一時離脱►復帰）、大橋優（ytv）、田中哲哉（View）、藤原圭、飯田祥子、小塩友英（ytv Nextry、以前はCAM(国内)►一時離脱►復帰）
- MIX：田口護・石川尭洋・鈴木直人・四方武範・正木良・池永裕一（ytv）、福元裕美・三宅凌平・廣田春菜・大杉凌平・樫山典寿・高橋裕也（mabu、高橋→一時離脱►復帰）、景川慶三、竹内義紘、小泉大輔、廉林賢二、濱田浩平（ytv Nextry）、小川要輔、田原真彩、後藤敬介、山崎多佳彦（山崎→一時離脱►復帰）、三浦龍聖、八文字秀吉、石橋正人
- LD：浜野眞治・堂免高志（ytv）、和田雅昭、橋本彩加、堀川栞菜
- 海外コーディネーター：松原健一、廣瀬淘子、山川真理
- 編集(国内)：浅地裕夫・小林祥士・西村聡・但馬晋二・国部泰治・伊豫田文也（ytv）、有賀聡・越田ヤスヲ（ytv Nextry、越田→編集(海外ロケ)兼務）、浅井拓登
- 編集(海外ロケ)：長野達行・間宮英輔・藤谷圭太朗（ytv Nextry）、望月公介
- MA：品川泰宏（ytv Nextry）
- 音効：船富潤司（ytv Nextry）
- 美術：伊藤大樹・藤本美歩・野沢桃子・尾前江美（ytv）
- 番組ロゴ/デザイン：仲里カズヒロ（studio-pool.com）
- 協力：アークジャパン、教映社
- AP：黒嶋多美子（ytv、2022年3月27日まで）、家谷美里（Dmark、2022年4月3日〜2024年3月17日、以前はディレクター）
- 広報→宣伝：稲葉一隆・松井信博・熊谷有里子（熊谷→一時離脱►2013年7月より復帰し2018年6月24日まで担当）・奥美知江（2018年7月8日〜2019年11月3日）・松山有紀（2019年11月10日〜2023年9月3日）・手塚大貴（2023年9月17日〜2024年6月30日）（ytv）
- デスク：竹久彩花（2020年11月29日〜2021年5月）
- ディレクター：高柳康・遠藤慎也・清水誠（ytv）、光岡麦（Dmark）
- プロデューサー：柴垣早智子、松村紘明、小林真末子、中澤晋弥、植田隆志、富永衣里子、小林めい（よしもとクリエイティブ・エージェンシー、小林→2019年4月14日〜8月18日）、車谷尚彦（吉本興業、2019年9月1日〜2020年8月2日）、後藤ちあき（吉本興業、2020年8月9日～2022年6月12日）、横田和光（Dmark、2008年4月6日〜2019年5月19日）、檀野汐里（吉本興業、2022年6月19日～12月25日、2022年4月3日〜6月12日はAP）、西山扶三予（吉本興業、2023年1月8日〜2024年8月25日）、山崎愛子（ytv、2018年1月28日〜2019年6月30日）、中埜勝之（ytv、2019年7月7日～2021年6月6日・6月20日）、花房政寿（ytv、2021年6月13日～2022年1月16日）、多賀規恵（ytv、2022年1月23日～2023年7月23日）
- 演出・プロデューサー：太田匡隆（ytv、2008年4月6日〜2016年7月17日）
- 総合演出：山口剛正（ytv、2016年7月31日〜2018年1月21日）
- チーフプロデューサー：竹内伸治（ytv、2008年6月29日までと2009年4月5日～6月28日まではチーフプロデューサー、2008年7月6日～2009年3月29日までは制作）、吉川秀和（ytv、2009年7月5日〜2012年1月15日までと2015年7月12日〜2017年12月24日）、鈴木和成（ytv、2012年1月22日～7月22日）、阿部裕一（ytv、2012年7月29日～2014年7月20日）、妹尾和己（ytv、2014年7月27日～2015年7月5日）、竹綱裕博（ytv、2018年1月7日～2019年9月29日）、新宅淳（ytv、2019年10月6日〜2020年8月2日）、野瀬慎一（ytv、2020年8月9日～2022年6月12日）、菱田雄介（ytv、2022年6月19日～2024年6月30日）

## ネット局
| 放送対象地域 | 放送局                  | 系列           | 放送日時           | ネット状況 |
| ------------ | ----------------------- | -------------- | ------------------ | ---------- |
| 近畿広域圏   | 読売テレビ（ytv）       | 日本テレビ系列 | 日曜 10:25 - 10:55 | 制作局     |
| 青森県       | 青森放送（RAB）         | 日本テレビ系列 | 金曜 10:25 - 10:55 | 遅れネット |
| 宮城県       | ミヤギテレビ（MMT）     | 日本テレビ系列 | 木曜 10:25 - 10:55 | 遅れネット |
| 群馬県       | 群馬テレビ（GTV）       | 独立局         | 日曜 14:00 - 14:28 | 遅れネット |
| 埼玉県       | テレビ埼玉（TVS）       | 独立局         | 火曜 19:30 - 20:00 | 遅れネット |
| 神奈川県     | テレビ神奈川（tvk）     | 独立局         | 月曜 19:00 - 19:30 | 遅れネット |
| 長野県       | テレビ信州（TSB）       | 日本テレビ系列 | 日曜 12:55 - 13:30 | 遅れネット |
| 静岡県       | 静岡第一テレビ（SDT）   | 日本テレビ系列 | 日曜 6:30 - 6:58   | 遅れネット |
| 石川県       | テレビ金沢（KTK）       | 日本テレビ系列 | 日曜 6:30 - 7:00   | 遅れネット |
| 中京広域圏   | 中京テレビ（CTV）       | 日本テレビ系列 | 日曜 16:55 - 17:25 | 遅れネット |
| 高知県       | 高知放送（RKC）         | 日本テレビ系列 | 木曜 10:25 - 10:55 | 遅れネット |
| 福岡県       | 福岡放送（FBS）         | 日本テレビ系列 | 金曜 10:25 - 10:55 | 遅れネット |
| 長崎県       | 長崎国際テレビ（NIB）   | 日本テレビ系列 | 木曜 10:55 - 11:25 | 遅れネット |
| 鹿児島県     | 鹿児島読売テレビ（KYT） | 日本テレビ系列 | 日曜 13:00 - 13:30 | 遅れネット |
| 沖縄県       | 宮古テレビ（MTV）       | ケーブルテレビ | 土曜 17:00 - 17:30 | 遅れネット |

### 過去のネット局
- 秋田放送（ABS、2016年9月25日で打ち切り）
- 北日本放送（KNB）、2013年4月2日[3]から2013年3月3日放送分よりネット開始。当初は火曜夕方（2017年3月28日までは火曜 15:55 - 16:25、同年4月4日から2020年3月24日までは火曜 15:54 - 16:23、同年3月31日から2022年3月22日までは火曜 15:50 - 16:20）の放送であったが、2022年4月5日より火曜 10:25 - 10:55に移動[4]。『DayDay.』放送時間拡大に伴う改編の為、2024年3月26日を以て打ち切り（なお、当日に【終】マークは無かった）[5][6]。
- 南海放送（RNB、土曜 15:30 - 16:00）[7]
- Dlife（全国放送、火曜 19:30 - 20:00）[8]
- 西日本放送（RNC、日曜 10:55 - 11:25）2021年7月4日からネット再開（読売テレビで2021年6月20日放送分から）。2024年9月29日で打ち切り。この時間枠に、ルック～地域発・輝くビジネス～（自社制作）と、おしえて!四千頭身（北陸朝日放送制作）の2番組が移動。

### 不定期ネット局
- 日本海テレビ（NKT）、当初は30分枠の穴埋めとして不定期放送であったが、2023年4月11日 - 9月26日の間に火曜 15:50 - 16:20で放送されていた。2023年10月から再び30分枠の穴埋めとして不定期放送になった。
- 広島テレビ（HTV）、2009年4月 - 2010年3月の間に同時ネット・字幕放送を実施していた。一時中断後、2014年7月以降断続的に30分枠の穴埋めとして放送しているが、字幕放送を実施していない他、不定期放送のためスタッフロールと次回予告をカットして、独自のエンドカードを出している。新社屋移転後は不定期遅れネットでも字幕放送を実施
- テレビ大分（TOS・フジテレビ系列とのクロスネット）
- 琉球放送（RBC・TBS系列）

## 主題歌
- カラーボトル「ハイホー」（ドリーミュージック）

## その他
- 製作局の読売テレビは前座番組（『所さんの目がテン!』→『シューイチ[9]』）や後座番組（『クチコミ新発見!旅ぷら』→『所さんの目がテン!』）との間はどちらもCMは一切なく直接番組につながるステブレレスの方式をとっている。
- 毎年8月下旬の『24時間テレビ 「愛は地球を救う」』放送時や、時差が大きい海外でオリンピック[10]などのスポーツ中継が行われる時は休止となる。なお2010年6月6日はキー局日本テレビ制作の特別番組『MAKE THE FUTURE 地球を守る!?とんでもない人グランプリ』（8:00 - 11:25）のため、2011年3月13日は東日本大震災関連の報道特別番組のため、それぞれ休止となった。